# 原口恒和
原口 恒和（はらぐち つねかず、1947年（昭和22年）5月7日 - ）は、日本の官僚。元金融庁総務企画局長。イオンフィナンシャルサービス代表取締役会長兼社長等を歴任した。

## 来歴
東京大学法学部第2類（公法コース）卒業後、大蔵省に入省（理財局資金課）。熊本県企画開発部長、大臣官房金融検査部長、大臣官房審議官（大臣官房担当）、総務審議官を経て、2001年（平成13年）に財務省理財局長。
2001年（平成13年）金融庁総務企画局長に転じ、翌年退官。国民生活金融公庫副総裁を経て、2007年（平成19年）にイオン銀行代表取締役会長に就任。
2013年4月、イオンクレジットサービス旧法人から金融持株会社に移行したイオンフィナンシャルサービスの代表権のある会長等を経て、2014年6月には、イオンFSの非常勤取締役に退いた。

## 略歴
- 1966年（昭和41年）3月 灘高等学校卒業
- 1969年（昭和44年） 国家公務員採用上級甲種試験（法律）を一番の成績で合格[4]
- 1970年（昭和45年）3月 東京大学法学部第2類（公法コース）卒業[1]
- 1970年（昭和45年）4月 大蔵省入省
- 1971年（昭和46年）10月 名古屋国税局調査査察部統括国税調査官（第二部門担当）付国税調査官
- 1972年（昭和47年）8月 大臣官房調査企画課
- 1973年（昭和48年）7月 大臣官房調査企画課調査主任
- 1974年（昭和49年）7月 大臣官房調査企画課調査第一係長
- 1975年（昭和50年）7月7日 旭川東税務署長
- 1976年（昭和51年）7月 自治省行政局行政課主査
- 1977年（昭和52年）7月 自治省行政局行政課課長補佐
- 1978年（昭和53年）7月 関税局企画課課長補佐
- 1980年（昭和55年）7月 理財局資金第二課課長補佐（運用二）[5]
- 1982年（昭和57年）6月 主計局主計官補佐（運輸第一、二、三係主査）
- 1984年（昭和59年）6月27日 主計局主計官補佐（地方財政第一、二係主査）
- 1985年（昭和60年）7月 熊本県企画開発部長
- 1987年（昭和62年）7月31日 人事院事務総局給与局給与第二課長
- 1989年（平成元年）6月23日 大蔵省主計局主計企画官（調整担当）[6]
- 1990年（平成2年）7月5日 同主計局主計官
- 1992年（平成4年）7月7日 同主計局法規課長
- 1994年（平成6年）7月1日 同主計局総務課長
- 1995年（平成7年）5月26日 名古屋国税局長
- 1996年（平成8年）7月12日 近畿財務局長
- 1997年（平成9年）7月13日 大蔵省大臣官房金融検査部長
- 1998年（平成10年）6月22日 同大臣官房付
- 1998年（平成10年）7月1日 同大臣官房審議官（大臣官房担当）
- 1999年（平成11年）7月8日 同大臣官房総務審議官
- 2001年（平成13年）1月6日 財務省理財局長
- 2001年（平成13年）7月10日 金融庁総務企画局長
- 2002年（平成14年）7月12日 依願免本官
- 2002年（平成14年）7月 国民生活金融公庫副総裁
- 2007年（平成19年）10月 株式会社イオン銀行代表取締役会長
- 2010年（平成22年）3月 イオン株式会社総合金融事業共同最高経営責任者就任に伴い、イオン銀行の代表権を返上。
- 2011年（平成23年）12月 株式会社イオンコミュニティ銀行取締役会長(社外取締役)
- 2013年（平成25年）4月 株式会社イオンフィナンシャルサービス代表取締役会長
- 2014年（平成26年）3月 同代表取締役会長兼社長
- 2014年（平成26年）4月 株式会社イオン銀行取締役
- 2014年（平成26年）6月 株式会社イオンフィナンシャルサービス非常勤取締役・アイシン精機株式会社社外取締役
- 2016年（平成28年）10月 株式会社BIGFACE監査役
- 2017年（平成29年）8月 ソラツミ株式会社監査役
- 2018年（平成30年）1月 株式会社ReMatch取締役
- 2018年（平成30年）3月 株式会社Wealth Brothers特別顧問
- 2018年（平成30年）4月 瑞宝中綬章受章
- 2018年（平成30年）6月 株式会社イオン銀行顧問
- 2021年（令和3年）3月 aidea株式会社顧問
- 2021年（令和3年）4月 株式会社アイシン取締役